# Lelkowo
Lelkowo [lɛlˈkɔvɔ] (deutsch Lichtenfeld) ist ein Dorf im Powiat Braniewski (Braunsberger Kreis) der polnischen Woiwodschaft Ermland-Masuren. Es ist Sitz der gleichnamigen Landgemeinde mit 2763 Einwohnern (Stand 31. Dezember 2020).

## Geographische Lage
Das Dorf liegt in der historischen Region Ermland, östlich des Frischen Haffs, etwa 60 Kilometer nordöstlich von Elbląg (Elbing), 28 Kilometer ostsüdöstlich von Braniewo (Braunsberg), 25 Kilometer südöstlich von Mamonowo (Heiligenbeil) und 13 Kilometer nordnordöstlich
von Pieniężno (Mehlsack).

## Geschichte

Lichtenfeld, östlich des Frischen Haffs, ostsüdöstlich von Braunsberg und nordnordöstlich von Mehlsack, auf einer Landkarte von 1910.

Das Dorf Lichtenfeld wurde zwischen 1320 und 1330 gegründet, wobei die Gründungsurkunde jedoch später verloren ging. Im Jahre 1361 wurde der Schulze als Landschöppe urkundlich erwähnt.
Vom 11. Juni 1874 bis 1945 gehörte die Gemeinde Lichtenfeld zum Landkreis Heiligenbeil im Regierungsbezirk Königsberg der preußischen Provinz Ostpreußen des Deutschen Reichs. Lichtenfeld war dem Amtsbezirk Eichholz (polnisch Dębowiec) zugeordnet.
Nach Besetzung im Zweiten Weltkrieg durch die Rote Armee 1945 wurde Lichtenfeld nach Einstellung der Kampfhandlungen zusammen mit der südlichen Hälfte Ostpreußens – militärische Sperrgebiete ausgenommen – seitens der sowjetischen Besatzungsmacht der Volksrepublik Polen zur Verwaltung überlassen. Es wanderten nun Polen zu. Lichtenfeld wurde unter der Ortsbezeichnung „Lelkowo“ verwaltet. In der Folgezeit wurde die einheimische Bevölkerung von der polnischen Administration aus Lichtenfeld vertrieben.
Seit 1945 ist Lichtenfeld unter der Bezeichnung Lelkowo Sitz einer eigenen Gemeinde im Powiat Braniewski in der Woiwodschaft Ermland-Masuren (1975 bis 1998 Woiwodschaft Elbląg). Das Dorf zählt heute mehr als 1000 Einwohner.

### Demographie
| Jahr | Einwohner | Anmerkungen                                                                                         |
| ---- | --------- | --------------------------------------------------------------------------------------------------- |
| 1782 | –         | adliges Dorf, 29 Feuerstellen (Haushaltungen)                                                       |
| 1818 | 238       | Dorf, adlige Besitzung                                                                              |
| 1852 | 501       | [ 3 ]                                                                                               |
| 1858 | 565       | adliges Dorf, auf einer Gemarkungsfläche von 4103 Morgen, in 72 Wohngebäuden; sämtlich Evangelische |
| 1864 | 571       | am 3. Dezember, auf einer Gesamtfläche von 4125 Morgen, in 82 Wohngebäuden                          |
| 1867 | 597       | am 3. Dezember                                                                                      |
| 1871 | 672       | am 1. Dezember, davon 667 Evangelische und fünf Katholiken                                          |
| 1910 | 812       | am 1. Dezember                                                                                      |
| 1933 | 770       | [ 9 ]                                                                                               |
| 1939 | 795       | [ 9 ]                                                                                               |

## Religionen
Bis 1945 war Lichtenfeld bei seiner mehrheitlich evangelischen Bevölkerung in das Kirchspiel Eichholz im Kirchenkreis Heiligenbeil in der Kirchenprovinz Ostpreußen der Kirche der Altpreußischen Union eingegliedert. Letzter deutscher Geistlicher war Friedrich Wilhelm Grunz.
Nach 1945 wurde in Lelkowo eine katholische Kirche errichtet, die heute Filialkirche in der Pfarrei Dębowiec im Dekanat Pieniężno (Mehlsack) im Erzbistum Ermland der Katholischen Kirche in Polen ist. Außerdem wurde in Lelkowo ein orthodoxes Gotteshaus errichtet. Hier lebende evangelische Kirchenglieder gehören zur Diözese Masuren der Evangelisch-Augsburgischen Kirche in Polen.

## Schule
Seit 1775 war in Lichtenfeld eine Schule vorhanden. Zuletzt war sie dreistufig.

## Verkehr
Der Ort liegt an der Woiwodschaftsstraße 510 (ehemalige deutsche Reichsstraße 126), die von der russisch-polnischen Grenze bis 1945 beginnend in Ludwigsort (russisch: Laduschkin) über Zinten (Kornewo) bei Głębock (Tiefensee) nach Pieniężno (Mehlsack) führt. In Lelkowo wird sie von einer Nebenstraße gekreuzt, die Żelazna Góra (Eisenberg) im Westen mit Górowo Iławeckie (Landsberg in Ostpreußen) im Osten verbindet.
Von 1885 bis 1945 war die damals Lichtenfeld genannte Gemeinde Bahnstation an der Strecke von Königsberg über Zinten nach Allenstein. Die Bahnstrecke existiert heute nicht mehr – das Bahnhofshaus steht noch. Auf der Straße aus Richtung Müngen (Miłaki) bzw. Mühlenfeld (Mlyniec) kommend, ist am Ortseingang Lichtenfeld's der Bahndamm noch gut sichtbar, da die Straße darüber führt.

## Gemeinde
Zur Landgemeinde (gmina wiejska) Lelkowo mit einer Fläche von 198 km² gehören das Dorf selbst und 14 weitere Dörfer mit Schulzenämtern (sołectwa). Ihre Nordgrenze ist die polnisch-russische Staatsgrenze (Oblast Kaliningrad).

## Persönlichkeiten
- Louis von der Groeben (1842–1904), Rittergutsbesitzer und Abgeordneter in Ostpreußen